# Torenia burttiana
Torenia burttiana är en tvåhjärtbladig växtart som beskrevs av Robert Reid Mill. Torenia burttiana ingår i släktet Torenia och familjen Linderniaceae. Inga underarter finns listade i Catalogue of Life.